# Palo Alto (filme)
Palo Alto é um filme de drama norte-americano de 2013 escrito e dirigido por Gia Coppola, baseado na coleção de contos de mesmo nome escrita por James Franco. O filme é estrelado por Franco ao lado de Emma Roberts, Jack Kilmer, Nat Wolff e Zoe Levin.

## Elenco
- Emma Roberts como April
- James Franco como Mr. B
- Jack Kilmer como Teddy
- Nat Wolff como Fred
- Zoe Levin como Emily
- Val Kilmer como Stewart
- Keegan Allen como Archie "Skull"
- Margaret Qualley como Raquel
- Chris Messina como Mitch
- Claudia Levy como Shauna
- Olivia Crocicchia como Chrissy
- Micah Nelson como Michael
- Sandra Seacat como Tanya

## Produção e lançamento
As filmagens ocorreram em novembro e dezembro de 2012 no sul da Califórnia e nas casas de Val Kilmer e da mãe de Gia Coppola. Palo Alto estreou no Festival de Cinema de Telluride em agosto de 2013 e no Festival de Cinema de Veneza em setembro de 2013. O filme foi exibido no Tribeca Film Festival em 24 de abril de 2014 e no Festival Internacional de Cinema de São Francisco em 3 de maio de 2014. O lançamento limitado de Palo Alto  ocorreu em 9 de maio de 2014. O filme foi lançado mais tarde em vídeo sob demanda em 29 de julho de 2014.

## Recepção
O filme recebeu críticas geralmente positivas; com base em 125 críticas, o filme tem uma classificação de 69% no sítio agregador de críticas Rotten Tomatoes, onde o público afirma: "Uma estreia promissora para a diretora Gia Coppola, Palo Alto compensa seu enredo à deriva com atuações sólidas e bela cinematografia." No Metacritic, o filme tem uma classificação de 69 em 100, com base em 34 comentários, significando "críticas geralmente favoráveis".
Ian Freer da revista Empire deu ao filme 4 estrelas de 5, chamando-o de "um retrato fantástico e verdadeiro da vida de adolescentes, entregue com uma naturalidade e compaixão com as quais diretores experientes só podem sonhar." Ele elogiou as performances, particularmente Emma Roberts, que ele disse que "é o destaque, comovente, pois ela sugere anseios e ansiedades sem exagerar. Muito parecido com o próprio filme". Tom Shone do The Guardian também aclamou Roberts como o "destaque", dando ao filme 3 estrelas de 5. Ele também elogiou o olhar de Gia Coppola, por colocar Roberts contra "superfícies repetitivas, suaves e de cor pastel" até que sua "beleza pálida e luminosa apareça". No entanto, ele sentiu que longe de Roberts, "o filme se arrasta, e parte da criação de imagens é mecânica."

## Trilha sonora
| Críticas profissionais | Críticas profissionais         |
| Avaliações da crítica  | Avaliações da crítica          |
| Fonte                  | Avaliação                      |
| ---------------------- | ------------------------------ |
| AllMusic               | [ 14 ] [ 15 ]                  |
| Drowned in Sound       | 6/10                           |
| NME                    | 7/10                           |
| Pitchfork Media        | 3.5/10 (trilha) 5.5/10 (filme) |

A trilha sonora do filme foi lançada em 3 de junho de 2014 através da Domino Recording Company.
1. "Palo Alto" por Devonté Hynes
2. "Ode to Viceroy" por Mac DeMarco
3. "Fútbol Americano" por Robert Schwartzman
4. "Champagne Coast" por Blood Orange
5. "5FT7" por Tonstartssbandht
6. "Is This Sound Okay?" por Coconut Records
7. "Rock Star" por Nat & Alex Wolff
8. "Senza Mamma" por Francesco Pennino
9. "Graveyard" por Robert Schwartzman
10. "So Bad" por Robert Schwartzman
11. "April's Daydream" por Devonté Hynes
12. "It's You" por Robert Schwartzman
13. "T.M." por Jack Kilmer
14. "You're Not Good Enough" por Blood Orange